# NGC 3659
NGC 3659 est une galaxie spirale barrée de type magellanique située dans la constellation du Lion. NGC 3659 a été découverte par l'astronome germano-britannique William Herschel en 1784.

## Caractéristiques
La classe de luminosité de NGC 3659 est V et elle présente une large raie HI. Elle renferme également des régions d'hydrogène ionisé.

### Distance
Sa vitesse par rapport au fond diffus cosmologique est de 1 635 ± 24 km/s, ce qui correspond à une distance de Hubble de 24,1 ± 1,7 Mpc (∼78,6 millions d'al).
À ce jour, sept mesures non basées sur le décalage vers le rouge (redshift) donnent une distance de 24,414 ± 2,596 Mpc (∼79,6 millions d'al), ce qui est à l'intérieur des valeurs de la distance de Hubble.

## Groupe de NGC 3686 et de NGC 3607
Dans un article paru en 1998, Abraham Mahtessian mentionne que NGC 3599 appartient à un groupe comprenant huit galaxies. Toutes les galaxies inscrites par Mahtessian à ce groupe, sauf NGC 3599 et NGC 3605, font partie du groupe de NGC 3686 cité dans les articles de Chandreyee Sengupta (année 2006) et de A.M. Garcia (année 1993),.
D'autre part, la galaxie la plus brillante du groupe cité par Mahtessian est NGC 3607. On peut donc donner le nom de groupe de NGC 3607 à celui-ci. Les huit galaxies de ce groupe sont selon Mahtessian NGC 3599, NGC 3605, CGCG 1114,2+1804 (UGC 6296), NGC 3607, NGC 3608, CGCG 1115,6+1907 (UGC 6320), NGC 3626 et NGC 3659.